# Stowarzyszenie Twórcze Artystyczno-Literackie
Stowarzyszenie Twórcze Artystyczno-Literackie (STAL) z siedzibą w Krakowie - organizacja zajmuje się głównie realizowaniem działań w zakresie kultury i sztuki oraz upowszechnianiem nauk humanistycznych.

## Historia
Pierwszym honorowym prezesem stowarzyszenia był polski prozaik, publicysta i poeta Julian Kawalec. Stowarzyszenie powstałe w 2001 r. wyrosło z Krakowskiego Klubu Artystyczno-Literackiego, istniejącego od 1990 r., choć swoimi korzeniami sięgającego lat 70. Środowisko to nawiązuje w swej genezie do istniejących w tamtym czasie: Nowohuckiego Klubu Literackiego i Pisma Zdarzenia, Centrum Kultury Młodzieży i Studentów FAMA, Klubu Międzynarodowej Prasy i Książki w Nowej Hucie i jego czasopisma Pawie Oko.

## Działalność
Stowarzyszenie integruje i wspiera artystów, organizuje przedsięwzięcia ogólnopolskie i międzynarodowe – festiwale poetyckie, konkursy, wernisaże sztuki, plenery malarskie, turnieje, warsztaty literackie i artystyczne. Ludzie stowarzyszenia organizują także spotkania literackie i autorskie w klubach, domach kultury, szkołach, instytucjach i kawiarniach w kraju i za granicą. Przy stowarzyszeniu działa zespół muzyczny Krak-Band a także zespół poetycko-piosenkarski Barbary Szczepańskiej.

## Ważne inicjatywy
- Działacze stowarzyszenia trzykrotnie (w latach 2002, 2003 i 2006) zorganizowali przedsięwzięcie pn. Międzynarodowe Galicyjskie Spotkanie Artystyczno-Literackie Galicjada. Celem spotkań była kontynuacja idei tworzenia więzi duchowych, kulturowych i regionalnych pomiędzy ludźmi mieszkającymi w obrębie małej ojczyzny, która nosiła kiedyś historyczną nazwę Galicja. Spotkanie w roku 2003 zorganizowano w Wiedniu wspólnie z tamtejszą stacją naukową Polskiej Akademii Nauk[2].

- Stowarzyszenie wespół z Muzeum im. Emila Zegadłowicza w Gorzeniu Górnym koło Wadowic cyklicznie organizuje Konkurs Literacki i Rzeźbiarski im. Emila Zegadłowicza w kategoriach: poezja, rzeźba/płaskorzeźba ludowa[3].

- Corocznie organizuje Pożegnanie Lata Pisarzy i Artystów w murach Centrum Kultury Dworek Białoprądnicki w Krakowie. Ta literacka impreza połączona jest z promocją almanachu, zawierającego wiersze zrzeszonych w stowarzyszeniu krakowskich poetów i artystów[4].

- W 2011 r. stowarzyszenie wspólnie z Bractwem Kurkowym wystąpiło do prezydenta Krakowa Jacka Majchrowskiego z inicjatywą postawienia w Wiedniu na wzgórzu Kahlenberg pomnika Jana III Sobieskiego, co upamiętniałoby 330. rocznicę zwycięstwa nad Imperium Osmańskim[5]. Gorącym zwolennikiem idei zbudowania pomnika w stolicy Austrii był honorowy członek stowarzyszenia, znany pisarz polsko-niemiecki prof. Adam Zieliński.

## Wydawnictwo
Organizacja wydaje almanach Pożegnanie Lata Pisarzy i Artystów (rocznik). Publikuje również zeszyty literackie Okolice Czartaka (rocznik). Periodykiem stowarzyszenia jest także pismo młodych twórców - nieregularnik zatytułowany Nowy Wiek. Stowarzyszenie wydaje książki z zakresu: beletrystyki (poezja, proza, dramat), literatury faktu, prac popularnonaukowych. Zajmuje się też publikacją albumów artystycznych oraz folderów i katalogów.

## Współpraca
Stowarzyszenie współpracuje z wieloma lokalnymi i regionalnymi instytucjami czy organizacjami na rzecz rozwoju i popularyzacji kultury, takimi jak: Śródmiejski Ośrodek Kultury w Krakowie, Centrum Kultury Dworek Białoprądnicki w Krakowie, Małopolskim Centrum Kultury, Stowarzyszeniem Kuźnica czy krakowskim magazynem racjonalistów Forum Myśli Wolnej. Realizuje także współpracę z organizacjami twórców Związkiem Literatów Polskich jak i Związkiem Polskich Artystów Plastyków. Prowadzi wspólne działania z krakowskimi uczelniami, w tym z Uniwersytetem Jagiellońskim.